# مارك نيلسون (موسيقي)
مارك نيلسون (بالإنجليزية: Marc Nelson)‏ هو موسيقي ومغن مؤلف أمريكي، ولد في 23 يناير 1971 في فيلادلفيا في الولايات المتحدة.

## وصلات خارجية
- مارك نيلسون على موقع IMDb (الإنجليزية)
- مارك نيلسون على موقع ميوزك برينز (الإنجليزية)
- مارك نيلسون على موقع أول ميوزيك (الإنجليزية)
- مارك نيلسون على موقع ديسكوغز (الإنجليزية)